# Player Efficiency Rating
Das Player Efficiency Rating („Spielereffektivitäts-Kennzahl“), oft PER abgekürzt, ist eine erweiterte Statistik, die im Basketball benutzt wird. Die Idee hierzu stammt von John Hollinger, einem NBA-Experten vom US-Sportsender ESPN. Aus allen Positiv- und Negativstatistiken des Basketballs wird in Abhängigkeit von der Einsatzdauer eine allgemeingültige Kennzahl für die „Stärke“ eines Spielers errechnet (Hollinger: „The PER sums up all a player's positive accomplishments, subtracts the negative accomplishments, and returns a per-minute rating of a player's performance.“).

## Formel
Hollinger berechnet zunächst die „unadjusted PER“ (uPER), das heißt „unbereinigte Spielereffektivität“.

### Berechnung des uPER-Wertes
{\displaystyle \ uPER={\frac {1}{Min}}*\left(3P+{\frac {2}{3}}*AST+(2-factor*{\frac {tmAST}{tmFG}})*FG+FT*0.5*(1+(1-{\frac {tmAST}{tmFG}})+{\frac {2}{3}}*{\frac {tmAST}{tmFG}})-VOP*TO-VOP*DRBP*(FGA-FG)-VOP*0.44*(0.44+(0.56*DRBP))*(FTA-FT)+VOP*(1-DRBP)*(TRB-ORB)+VOP*DRBP*ORB+VOP*STL+VOP*DRBP*BLK-PF*({\frac {lgFT}{lgPF}}-0.44*{\frac {lgFTA}{lgPF}}*VOP)\right)}
Wobei
{\displaystyle \ factor={\frac {2}{3}}-(0.5*{\frac {lgAST}{lgFG}})/(2*{\frac {lgFG}{lgFT}})},

{\displaystyle \ VOP={\frac {lgPTS}{lgFGA-lgORB+lgTO+0.44*lgFTA}}},

{\displaystyle \ DRBP={\frac {lgTRB-lgORB}{lgTRB}}}.
Variablen
- Einzelner Spieler: min = Spielminuten; 3P = Dreipunktwürfe; AST = Assists; BLK = Block; FG = erfolgreiche Wurfversuche; FGA = Wurfversuche insgesamt; FT = erfolgreiche Freiwürfe; FTA = Freiwürfe insgesamt; PF = Foul; ORB = Offensivrebound; TO = Turnover/Ballverluste; TRB = Rebounds insgesamt; STL = Steals
- Team des Spielers: tmAST = Assists des Teams insgesamt; tmFG = erfolgreiche Wurfversuche des Teams
- Ligaweite Variablen: (erkennbar durch das Präfix „lg-“, wie z. B. „lgFT“ = erfolgreiche Freiwürfe ligaweit)

### Berechnung des PER-Wertes
Wenn die uPER berechnet ist, muss sie für „Team Pace“ bereinigt werden. Dies beschreibt, wie oft ein Team in 48 Minuten den Ball bekommt und drückt aus, ob ein Team relativ zu seinen Konkurrenten untypisch offensiv oder defensiv gespielt hat:
{\displaystyle \ PER=[uPER*(lgPace/tmPace)]*(15/lguPER)}

### Beschreibung der Teilformeln
Weil die obige Formel nicht intuitiv zu verstehen ist, folgt hier eine Erklärung. Vereinfacht gesagt, kann man die PER-Formel in mehrere Teile aufschlüsseln. Zunächst wird die uPER ausgerechnet:
- {\displaystyle \ uPER={\frac {1}{Min}}*(A-B+C-D)}
  - wobei min die Anzahl der gespielten Minuten ist
  - wobei A die positive, gewichtete Wirkung von Punkten und Assists ausdrückt
  - wobei B die negative, gewichtete Wirkung von Ballverlusten einfließen lässt
  - wobei C die positive, gewichtete Wirkung von Rebounds, Steals und Blocks ausdrückt
  - wobei D die negative, gewichtete Wirkung von Fouls einrechnet

Weil Hollinger einrechnet, dass es in einem defensiv orientierten, langsam spielenden Team schwerer als in einem offensivstarken run-and-gun-Team ist, Punkte, Rebounds, Assists etc. zu erzielen, bereinigt er uPER durch die „Team Pace“, ein Maß dafür, wie oft ein Team überhaupt pro Spiel in Ballbesitz ist.

## Einschränkungen
Bei der Berechnung von PER wurden diverse Basketball-Statistiken nicht von Anfang der NBA an (1949) gemessen. Beispielsweise werden erst seit 1973 Defensivstatistiken wie Steals und Blocks gemessen, erst seit 1977 werden Ballverluste (Turnover) erfasst, und erst seit 1979 gibt es einen Dreipunktwurf in der NBA. Daher können erst ab 1979 statistisch vollständige PER-Werte ausgerechnet werden.

## Bewertung
Die NBA benutzt seit Jahren PER als offizielle Statistik, um Spieler zu bewerten. Ein durchschnittlicher Spieler schafft einen PER-Wert von etwa 15, Topspieler 20–25 und höher. Hollinger selbst relativiert die Bedeutung der Kennzahl, weil Defensivleistungen ausschließlich durch Blocks und Steals bewertet werden, was aber starke Mann-zu-Mann-Verteidiger wie etwa Bruce Bowen – der kaum Würfe ablenkt, aber seine Gegenspieler regelmäßig zu Würfen außerhalb ihrer Komfortzone zwingt – benachteiligt (Hollinger: „I free admits that two of the defensive statistics it [PER] incorporates -- blocks and steals -- can produce a distorted picture of a player's value ... For example, Bruce Bowen, widely regarded as one of the best defenders in the NBA, has routinely posted single-digit PERs.“).

## Rekorde
Der höchste jemals gemessene PER-Wert in der NBA für eine Saison wurde – je nach Definition – von Nikola Jokic (31,84, Saison 2021/22)bzw. Michael Jordan (31,71, Saison 1988/89) gemessen. Weil Chamberlain vor 1979 spielte, fehlen bei seiner PER-Berechnung viele Kennzahlen wie Steals, Blocks, Ballverluste, Offensivrebounds etc. Nikola Jokics 33,69 werden aber offiziell von der NBA als PER-Rekord geführt. Jordan hält den Karriere-PER-Rekord mit 27,84 in 15 NBA-Spielzeiten.
Yinka Dare stellte in der Saison 1993/94 einen negativen PER-Rekord auf, als er in drei Minuten Spielzeit einen Fehlwurf, einen Rebound, einen Ballverlust und zwei Fouls notierte, was einem PER von −33,9 entspricht.